# Франк Ачимпонг
Франк Ачимпонг (англ. Frank Acheampong, нар. 16 жовтня 1993, Аккра, Гана) — ганський футболіст, нападник китайського клубу «Тяньцзінь Теда» і національної збірної Гани.

## Клубна кар'єра
Вихованець юнацьких команд «Кінг Файсалс Бейбіс» і «Берекум Челсі».
У дорослому футболі дебютував 2011 року в Таїланді виступами за команду клубу «Бурірам Юнайтед», в якій провів два сезони, взявши участь у 65 матчах чемпіонату.  Більшість часу, проведеного у складі цієї команди був основним гравцем атакувальної ланки команди і одним з її головних бомбардирів, маючи середню результативність на рівні 0,49 голу за гру першості.
До складу клубу «Андерлехт» приєднався 2013 року. Відтоді встиг відіграти за команду з Андерлехта 80 матчів в національному чемпіонаті.

## Виступи за збірні
У 2012-2013 роках залучався до складу молодіжної збірної Гани. На молодіжному рівні зіграв у 8 офіційних матчах, забив 3 голи.
Того ж 2012 року дебютував в офіційних матчах у складі національної збірної Гани. Наразі провів у формі головної команди країни 23 матчі, забивши 2 голи.
У складі збірної був учасником Кубка африканських націй 2015 року в Екваторіальній Гвінеї, на якому ганці дійшли до фіналу.

## Титули і досягнення
- Чемпіон Таїланду:

«Бурірам Юнайтед»: 2011
- Володар Кубка Таїланду:

«Бурірам Юнайтед»: 2011, 2012
- Володар Кубка Тайської ліги:

«Бурірам Юнайтед»: 2011, 2012
- Чемпіон Бельгії:

«Андерлехт»:  2013–14
- Володар Суперкубка Бельгії:

«Андерлехт»: 2013, 2014
- Срібний призер Кубка африканських націй: 2015